# Circonscription de Tan-Tan
La circonscription de Tan-Tan est la circonscription législative marocaine de la province de Tan-Tan située en région Guelmim-Oued Noun. Elle est représentée dans la Xe législature par Bolon Salek et Abdellah Oubarka.

## Historique des députations
| Législature | Début de mandat  | Fin de mandat    | Députés | Députés               | Députés | Députés                  |
| ----------- | ---------------- | ---------------- | ------- | --------------------- | ------- | ------------------------ |
| IXe         | 26 novembre 2011 | 7 octobre 2016   |         | Bolon Salek (PI)      |         | Abdellah Oubarka (RNI)   |
| Xe          | 8 octobre 2016   | 8 septembre 2021 |         | Bolon Salek (PI)      |         | Abdellah Oubarka (PAM)   |
| XIe         | 9 septembre 2021 | ?                |         | Abdallah Aberki (RNI) |         | Ibrahim Elouaabane (PAM) |

## Historique des élections

### Découpage électoral d'octobre 2011

#### Élections de 2011
| Parti       | Parti                                                       | Voix   | %      | Députés élus     |  |
| ----------- | ----------------------------------------------------------- | ------ | ------ | ---------------- |  |
|             | Rassemblement national des indépendants (RNI)               | 6 002  | 27,33  | Abdellah Oubarka |  |
|             | Parti de l'Istiqlal (PI)                                    | 5 911  | 26,91  | Bolon Salek      |  |
|             | Parti du progrès et du socialisme (PPS)                     | 2 817  | 12,82  |                  |  |
|             | Parti de la justice et du développement (PJD)               | 2 237  | 10,18  |                  |  |
|             | Union constitutionnelle (UC)                                | 1 781  | 8,11   |                  |  |
|             | Mouvement populaire (MP)                                    | 1 402  | 6,38   |                  |  |
|             | Parti authenticité et modernité (PAM)                       | 241    | 1,10   |                  |  |
|             | Union socialiste des forces populaires (USFP)               | 230    | 1,05   |                  |  |
|             | Mouvement démocratique et social (MDS)                      | 101    | 0,46   |                  |  |
|             | Parti travailliste (PT)                                     | 283    | 1,29   |                  |  |
|             | Parti socialiste (PS)                                       | 253    | 1,15   |                  |  |
|             | Front des forces démocratiques (FFD)                        | 330    | 1,50   |                  |  |
|             | Parti Al Ahd Addimocrati (AHD)                              | 142    | 0,65   |                  |  |
|             | Parti de l'action (PA)                                      | 135    | 0,61   |                  |  |
|             | Parti de la gauche verte (PGV)                              | 37     | 0,17   |                  |  |
|             | Parti démocrate national (PDN)                              | 25     | 0,11   |                  |  |
|             | Parti marocain libéral (PML)                                | 22     | 0,10   |                  |  |
|             | Parti de l'environnement et du développement durable (PEDD) | 10     | 0,05   |                  |  |
|             | Parti du centre social (PCS)                                | 6      | 0,03   |                  |  |
|             |                                                             |        |        |                  |  |
| Inscrits    | Inscrits                                                    | 57 848 | 100,00 |                  |  |
| Abstentions | Abstentions                                                 | 35 883 | 62,03  |                  |  |
| Exprimés    | Exprimés                                                    | 21 965 | 37,97  |                  |  |

#### Élections de 2016
| Parti       | Parti                                         | Voix   | %      | Député(s) élus   |  |
| ----------- | --------------------------------------------- | ------ | ------ | ---------------- |  |
|             | Parti de l'Istiqlal (PI)                      | 7 871  | 35,52  | Bolon Salek      |  |
|             | Parti authenticité et modernité (PAM)         | 5 286  | 23,85  | Abdellah Oubarka |  |
|             | Parti de la justice et du développement (PJD) | 4 505  | 20,33  |                  |  |
|             | Mouvement démocratique et social (MDS)        | 1 824  | 8,23   |                  |  |
|             | Rassemblement national des indépendants (RNI) | 889    | 4,01   |                  |  |
|             | Parti de la renaissance et de la vertu (PRV)  | 684    | 3,09   |                  |  |
|             | Fédération de la gauche démocratique (FGD)    | 369    | 1,67   |                  |  |
|             | Union constitutionnelle (UC)                  | 296    | 1,34   |                  |  |
|             | Front des forces démocratiques (FFD)          | 220    | 0,99   |                  |  |
|             | Parti de l'action (PA)                        | 76     | 0,34   |                  |  |
|             | Parti de l'Espoir (PE)                        | 70     | 0,32   |                  |  |
|             | Parti Al Ahd Addimocrati (AHD)                | 42     | 0,19   |                  |  |
|             | Parti du progrès et du socialisme (PPS)       | 29     | 0,13   |                  |  |
|             |                                               |        |        |                  |  |
| Inscrits    | Inscrits                                      | 45 263 | 100,00 |                  |  |
| Abstentions | Abstentions                                   | 23 102 | 51,04  |                  |  |
| Exprimés    | Exprimés                                      | 22 161 | 48,96  |                  |  |

#### Élections de 2021
| Parti       | Parti                                                       | Voix   | %      | Députés élus       |  |
| ----------- | ----------------------------------------------------------- | ------ | ------ | ------------------ |  |
|             | Parti authenticité et modernité (PAM)                       | 5 955  | 23,02  | Ibrahim Elouaabane |  |
|             | Rassemblement national des indépendants (RNI)               | 4 299  | 16,62  | Abdallah Aberki    |  |
|             | Parti de l'Istiqlal (PI)                                    | 4 011  | 15,50  |                    |  |
|             | Parti de la réforme et du développement (PRD)               | 3 252  | 12,57  |                    |  |
|             | Mouvement démocratique et social (MDS)                      | 2 320  | 8,97   |                    |  |
|             | Parti des Néo-Démocrates (PND)                              | 1 106  | 4,27   |                    |  |
|             | Parti du progrès et du socialisme (PPS)                     | 945    | 3,65   |                    |  |
|             | Mouvement populaire (MP)                                    | 874    | 3,38   |                    |  |
|             | Parti de la justice et du développement (PJD)               | 513    | 1,98   |                    |  |
|             | Parti de la société démocratique (PSD)                      | 481    | 1,86   |                    |  |
|             | Parti de l'environnement et du développement durable (PEDD) | 458    | 1,77   |                    |  |
|             | Parti démocratique de l'indépendance (PDI)                  | 274    | 1,06   |                    |  |
|             | Parti de l'Espoir (PE)                                      | 262    | 1,01   |                    |  |
|             | Parti marocain libéral (PML)                                | 223    | 0,86   |                    |  |
|             | Parti de la liberté et de la justice sociale (PLJS)         | 220    | 0,85   |                    |  |
|             | Parti du centre social (PCS)                                | 186    | 0,72   |                    |  |
|             | Front des forces démocratiques (FFD)                        | 176    | 0,68   |                    |  |
|             | Parti vert marocain (PVM)                                   | 125    | 0,48   |                    |  |
|             | Parti travailliste (PT)                                     | 99     | 0,38   |                    |  |
|             | Union marocaine pour la démocratie (UMD)                    | 94     | 0,36   |                    |  |
|             |                                                             |        |        |                    |  |
| Inscrits    | Inscrits                                                    | 47 719 | 100,00 |                    |  |
| Abstentions | Abstentions                                                 | 21 846 | 45,78  |                    |  |
| Exprimés    | Exprimés                                                    | 25 873 | 54,22  |                    |  |